# Thierry Frémont
Thierry Frémont (n. 24 iulie 1962, Franța) este un actor francez. Din 1984, a apărut în peste 60 de filme și emisiuni de televiziune. A jucat în filmul din 1991 Fortune Express, care a fost înscris la cel de-al 4 -lea Festival Internațional de Film de la Berlin.

## Filmografie aleasă
- Les noces barbares (1987)
- Fortune Express (1991)
- Merci la vie (1991)
- Zie 37 Stagen (1997)
- Nadia et les hippopotames (1999)
- Fiul francezului (1999)
- Cartea secretă (2006)
- Brigada tigrilor (2006)
- Djihad! (2006)
- Dans ton sommeil (2010)
- Djinns: Locuitorii Deșertului (2010)
- La fin du silence (2011)
- Un eveniment fericit (2011)
- Zarafa (2012) - Moreno (voce)
- Aliatul  (2016) - Paul Delamare
- Transfert (2017, serial TV) - Paul Dangeac
- Submarinul (2018, serial TV) - Duval